# La Región (Galicia)
La Región es un diario español editado en Orense cuyo primer número salió a la calle el 15 de febrero de 1910.

## Historia
El diario La Región fue fundado en 1910 en Orense. Salió a la calle por primera vez el 15 de febrero de 1910. Su primer director fue Manuel Cambón, un militar. 
A mediados de los años sesenta del siglo XX introdujo la técnica offset e instaló una nueva rotativa. Asimismo introdujo la cuatricromía que hacía posible la publicación de fotografías en color. Paralelamente, la vieja rotativa ubicada hasta ese momento en los bajos de la sede de la entonces calle Cardenal Quiroga y hoy Alejandro Outeiriño en memoria de quien fue uno de los factótum en el papel jugado por La Región desde los años treinta, fue destinada a Ferrol, para imprimir con ella el Ferrol Diario. También puso en marcha una edición internacional, denominada en los primeros tiempos La Región. Edición Aérea para Europa.
La evolución empresarial del grupo tiene tres nombres propios: Alejandro Outeiriño Rodríguez, el patriarca de la familia; su hijo, José Luis, y su nieto Óscar, que es quien hoy dirige el grupo. El primero se incorporó con su hermano Ricardo a La Región en 1932 y pondría en marcha una gestión que resultaría decisiva para superar la profunda crisis que sufría en aquellos momentos la empresa y volverla a la solvencia que le permitiría acometer nuevas iniciativas. A Alejandro pronto comenzaría a presionarle su hijo José Luis Outeiriño proponiendo nuevos retos, como el ya comentado de Ferrol Diario o la incorporación de la técnica offset, así como diversos proyectos puestos en marcha en el entorno del mundo de la comunicación, en el que destacan la creación de La Región Internacional y Atlántico Diario. La incorporación de Óscar Outeiriño se produjo desde el ámbito audiovisual, a través de la productora, primero, y luego desde Telemiño, para saltar a continuación a la gestión de todo el grupo. 
Dentro de la evolución tecnológica, el año 1985 constituyó una fecha destacada con la incorporación de una rotativa de última generación en las instalaciones recién adquiridas en el polígono industrial de San Cibrao das Viñas, en las que al año siguiente se añadirían el resto de las secciones del periódico, así como la productora La Región TV y la sección editorial. En 1987 tuvo lugar otro acontecimiento importante ya que en junio salió a la calle Atlántico Diario, periódico publicado en Vigo y que compartía y comparte contenidos con su hermano mayor, La Región. 
La Región cuenta con secciones dedicadas a las noticias locales de las comarcas de La Limia, Allariz, La Baja Limia, Celanova, Monterrei, Carballino, Orense, El Ribeiro y Valdeorras además de su edición internacional. Se completa con secciones centradas en el resto de Galicia, España, el Mundo, Deportes, Economía, Cultura y Sociedad. Además, cuenta con delegaciones en otras localidades como Verín, Ribadavia, Santiago de Compostela y Madrid.
Según el día de la semana, incluye suplementos centrados en distintos temas, tales como deportes, motor, educación, pasatiempos, agricultura y sociedad.

## Difusión
Según la Oficina de Justificación de la Difusión, La Región posee un promedio de 11
241 ventas diarias.

## Edición digital
La edición digital de La Región fue puesta en marcha en 2009.

## Televisión
La empresa La Región S.A. es también propietaria de Telemiño, canal de televisión del Área Metropolitana de Orense y SantiagoTV